# Andrea Pallaoro

Andrea Pallaoro, né le 6 février 1982 à Trente, dans la région Trentin-Haut-Adige, est un metteur en scène de théâtre, ainsi qu'un scénariste et réalisateur italien.

## Biographie
Né en Italie, il décide à 17 ans de poursuivre ses études au Colorado et ne rentrera jamais dans son pays natal.
Il détient une maîtrise en réalisation cinématographique du California Institute of the Arts et un baccalauréat en cinéma du Hampshire College (en).
Il vit et travaille à Los Angeles.
En 2008, il écrit et réalise Wunderkammer, son premier court-métrage.
En 2013, il est en résidence au Yaddo.
Son premier long métrage, Medeas (en) (2013), avec Catalina Sandino Moreno et Brían F. O'Byrne, est sélectionné dans la section Horizons (Orizzonti) à la Mostra de Venise 2013 et remporte le Best Innovative Budget Award. Il vaut en outre à Andrea Pallaoro le prix du meilleur réalisateur du Festival international du film de Marrakech (président du jury Martin Scorsese).
Son deuxième long métrage, Hannah (2017), avec Charlotte Rampling et André Wilms, est sélectionné en compétition officielle à la Mostra de Venise 2017.

## Filmographie

### Comme réalisateur
- 2008 : Wunderkammer (court-métrage)
- 2013 : Medeas (en)
- 2017 : Hannah
- 2022 : Monica

### Comme scénariste
- 2008 : Wunderkammer (court-métrage)
- 2013 : Medeas (en)
- 2017 : Hannah

## Prix et distinctions
- 2013 : Best Innovative Budget Award à la Mostra de Venise 2013 pour Medeas
- 2013 : Prix du meilleur réalisateur au Festival international du film de Marrakech pour Medeas
- 2013 : Prix Parajanov - Best Film Aesthetics and Visuals au Festival international du film de Tbilissi pour Medeas
- 2014 : Grand Prix du jury New Voices/New Visions au Festival international du film de Palm Springs pour Medeas
- 2014 : Meilleure actrice (Catalina Sandino Moreno) et Prix spécial du jury pour la meilleure photographie (Chayse Irvin) au Nashville Film Festival pour Medeas